# سلالة إيرانية أفغانية

السلالة الإيرانية الأفغانية (Irano-Afghanoid) تنتشر في إيران ودول جنوب وغرب أسيا المحيطة بها.

## الأصول ومناطق انتشاره
سمي بالعنصر الإيراني الأفغاني نسبة للمنطقة التي يكثر وينتشر فيها وهي تعتبر منطقته الأصلية وفي خارج تلك المنطقة يعتبر مجرد توسعات له ناتجة عن هجرات أو غزوات قديمة، ولا يعني أن كل من في تلك المنطقة من إيران وأفغاستان ينتمون لهذا العنصر ولكن أغلب من فيها لأن بها عناصر أخرى كالمنغول والدرفيد والفيديد والأرمنويد.
ينتشر في إيران وفي جزء من باكستان وفي أفغانستان وفي دول التركمان المجاورة لإيران من الشمال والشرق وأما في الدول العربية فيوجد في العراق بنسبة كبيرة (30%) والكويت وجزء منه في فلسطين والأردن وجزء أقل في الجزيرة خاصة المدن المطلة على الخليج العربي والقريبة من العراق وإيران وبلوشستان.
قدم هذا العنصر إلى إيران من الشمال البارد قد اختلط بعنصر آخر أقدم منه وهو الفيديد والدرفيد لذلك نجد البعض منه يحمل سحنة درفيدية هندية أو زيتونية خفيفة.

## أمثله
صور أمثله على العنصر الإيراني الأفغاني: